# Philippe Hecquet
Philippe Hecquet (* 11. Februar 1661 in Abbeville; † 11. April 1737 in Paris) war ein französischer Mediziner des 17. Jahrhunderts. Er war Anhänger der Iatrophysik. Gelegentlich wird er als „Hippokrates Frankreichs“ bezeichnet.

## Leben
Er war der Sohn von Jacques Hecquet, der Seiler und Seilhändler der Pfarrei Saint George, und Catherine Pigné. Sein älterer Bruder Antoine war Dekan der Saint-Vulfran Kirche. Er war selbst Jansenist.
Er studierte von 1681 bis 1684 Medizin. In der Einsiedelei Port-Royal-des-Champs praktizierte er vier Jahre lang (1688–1693) zusammen mit den Nonnen. Er unterwarf sich den rigorosen Regeln des Klosters, widmete sich dem Fasten und der Abstinenz.
1694 ging er nach Paris zur Weiterqualifizierung. Dort promovierte er 1697, nachdem er den Medizinkurs mit „großem Lob“ absolvierte. Er wurde schnell zum Professor ernannt, mit der Aufgabe Medizin zu unterrichten.
Er schloss sich der Chambre royale des médecins provinciaux in Paris an. Hier wurde er Arzt des Fürsten und der Fürstin von Condé sowie des Hauses Verdôme. Er wurde Dekan der Medizinischen Fakultät von 1712 bis 1714. Bereits zu seinen Lebzeiten gab er einen großen Teil seiner Bücher (2600 Bände) der Fakultät, was die Basis dieser Bibliothek bildete.
Grundlage seines Rufes war u. a. dass er, anders als die meisten anderen Ärzte in Paris der damaligen Zeit, einen zurückhaltenden Lebensstil lebte und Arme heilte. Er arbeitete nicht nur in seiner eigenen Praxis, sondern auch im Hôpital de la Charité.
Mit ruinierter Gesundheit zog er sich 1727 in das Karmeliterkloster Saint-Jacques zurück. Er verbrachte die letzten zehn Jahre seines Lebens asketisch. Er aß sehr wenig und trank nur Wasser, mit der Begründung die Köche seien die Urheber aller Krankheiten.
Er starb im Alter von 76 Jahren am 11. April 1737 im Karmeliterkloster Saint-Jacques des Faubourg Saint-Jacques und wurde in der Kirche am Ende des Kirchenschiffs begraben.

## Werk
Durch beharrliche Arbeit und lange Praxis entwickelte er herausragende Medizinkenntnisse und schrieb immens viel. Er war leidenschaftlicher und wortstarker Anhänger der Iatrophysik, und während er der Medizin keine eigene, bedeutende Entdeckungen beisteuern konnte, war er dennoch ein einflussreicher Verfechter wichtiger Entwicklungen der Medizin seiner Zeit.
Beispielsweise argumentierte er für eine gesunde Ernährung, erklärte Fleisch, starken Wein, Tabak und Salz für ungesund. Stattdessen sei eine zurückhaltende, vegetarische Ernährung mit nur wenig Fisch, sowie als Getränk ausschließlich Wasser zu bevorzugen.
Er schrieb u. a. über Verdauung, männliche Geburtshelfer, Aderlass und Impfungen.
Zudem war er der Verfasser eines Buches zur medizinische Selbsthilfe. Hierbei war das Ziel, einfache und billige Methoden, insb. Naturheilmittel,  den armen und ländlichen Teilen der Bevölkerung bekannt und anwendbar zu machen.